# 베흐다드 살리미
베흐다드 살리미 코르다시아비(페르시아어: بهداد سلیمی كردآسیابی, Behdad Salimi Kordasiabi, 1989년 12월 8일~)는 이란의 역도 선수이다. 2012년 하계 올림픽 남자 역도 슈퍼헤비급 종목에서 금메달을 획득했으며 세계 선수권 대회 2회, 아시안 게임 3회, 아시아 선수권 대회 3회 우승을 차지했다.

## 같이 보기
- 호세인 레자자데